# Isabelle Ausset
Pour les articles homonymes, voir Ausset.
Isabelle Ausset est une chirurgienne orthopédiste française, médecin militaire et présidente du Centre national de gestion des praticiens hospitaliers depuis avril 2020.

## Jeunesse et études
Elle nait le 4 novembre 1957 à Mantes-la-Jolie (à l'époque en Seine-et-Oise). Elle suit les études de médecine à l'École du service de santé des armées de Bordeaux et à l'université de Bordeaux, elle soutient sa thèse en 1982. Elle effectue une formation complémentaire en médecine tropicale à l'Institut de médecine tropicale du service de santé des armées du Pharo, à Marseille.

## Praticienne en médecine d'armée
Isabelle Ausset est affectée en 1983 à Niamey. À la suite du concours d'assistanat des hôpitaux des armées, elle exerce l'orthopédie à l'hôpital d'instruction des armées Robert-Picqué de Bordeaux puis à l'hôpital d'instruction des armées Clermont-Tonnerre de Brest. Elle réussit en 1995 le concours de chirurgien des hôpitaux des armées et est alors affectée à l'hôpital d'instruction des armées Sainte-Anne de Toulon. Elle y dirige le service de chirurgie orthopédique et traumatologique à la fin des années 2000.
Parallèlement à ses fonctions hospitalières, elle est désignée comme médecin-chef de la 4e antenne chirurgicale aérotransportable de 1996 à 1998 puis de 2002 à 2006. Elle participe à une quinzaine de missions d'opérations extérieures notamment au Tchad, au Kosovo et en Afghanistan comme chef du service de chirurgie orthopédique et traumatologique de l'hôpital KAIA de Kaboul,.
Brevetée parachutiste, elle valide en pratique la possibilité pour un chirurgien militaire de rejoindre en haute mer un sous-marin nucléaire d'attaque où une intervention urgente est nécessaire : en 2006, elle saute à 3 000 mètres d'altitude en tandem avec un chuteur opérationnel des commandos marine et amerrit à proximité immédiate du submersible.

## Directrice de structures de santé
Elle est nommée médecin-chef-adjointe de l'hôpital d'instruction des armées Bégin à Saint-Mandé au début des années 2010. De 2014 à 2017, elle commande l'hôpital d'instruction des armées Desgenettes de Lyon, d'abord en tant que médecin générale (rang et prérogatives de général de brigade), puis, à partir de 2015 comme médecin générale inspectrice (rang et prérogatives de général de division). Elle y organise en 2014 un exercice de coopération civilo-militaire de prise en charge de blessés contaminés par des armes chimiques. Elle initie aussi des coopérations avec l'hôpital Édouard-Herriot et l'hôpital Henry-Gabrielle, notamment en médecine physique et réadaptation.
En 2017, elle est nommée inspectrice du Service de santé des armées.
En avril 2020, elle est nommée présidente du Centre national de gestion des praticiens hospitaliers,.

## Distinctions
- Officier de la Légion d'honneur (2015)[10]
- Commandeur de l'Ordre national du mérite (2018)[11]
- Lauréate du Prix Femmes de conviction au Trophée des femmes décideurs (2013)[12]